# Egil Törnqvist
Per Egil Törnqvist, född 19 december 1932 i Uppsala församling i Uppsala län, död 9 mars 2015 i Amsterdam, var en svensk litteratur-, teater- och filmvetare. Han var professor vid institutionen för skandinavistik på Universiteit van Amsterdam, men hade även varit verksam vid Uppsala universitet.
Egil Törnqvist var son till språkvetaren Einar Törnqvist och Marit, ogift Sjövall. Efter akademiska studier blev han filosofie kandidat 1954 och filosofie magister 1956. Han var svensk lektor vid Harvard university i USA 1957–1958, fortsatte att studera och blev filosofie licentiat 1962, var forskarassistent vid avdelningen för dramaforskning i Uppsala 1963–1969, vistades vid Yale university i USA på stipendium från American council of learned societies 1965–1966. Han blev filosofie doktor 1968, docent i litteraturvetenskap, särskilt dramaforskning, vid Uppsala universitet 1969 samt professor i skandinavistik vid Amsterdams universitet 1969.
Han var 1960–1982 gift med översättaren Rita Verschuur (född 1935) och flyttade med familjen till Nederländerna 1969. Han är far till illustratören Marit Törnqvist. Egil Törnqvist avled 2015 i Amsterdam och ligger begravd på Uppsala gamla kyrkogård.

## Böcker
- (1995) Ibsen: A Doll's House (Plays in Production), ISBN 0521478669, Cambridge University Press
- (1999) Ibsen, Strindberg and the Intimate Theater: Studies in TV Presentation
- (2008) (med Birgitta Steene) Strindberg on Drama and Theatre
- (2008) Between Stage and Screen: Ingmar Bergman Directs, ISBN 9053561374, Amsterdam University Press
- (2004) Strindberg's Ghost Sonata
- (2004) Eugene O'Neill: A Playwright's Theatre
- (1982) Strindbergian Drama
- (1993) Filmdiktaren Ingmar Bergman ISBN 917843050X
- (1968) Drama of Souls: Studies in O'Neill's Super-naturalistic Technique.
- (1991) Transposing Drama Studies In Representat, ISBN 0333440633
- (1970) Drama of Souls, ISBN 0300011520 , Yale University Press
- (2003) Bergman's Muses: Aesthetic Versatility in Film, Theatre, Television and Radio ISBN 0786416033
- (2008) "I Bergmans regi", Amsterdam Contributions to Scandinavian Studies, Vol. 5
- (2018) (med Erik Mattsson), ”Strindberg’s Gustav Vasa and the Performance of Swedish Identity – from Celebration to Introspective Critique”, i Reconsidering National Plays in Europe. Springer International Publishing AG, 2018, ISBN 9783319753331